# Mone Inami
Mone Inami (Toshima, 29 de julho de 1999) é uma jogadora profissional de golfe japonesa.

## Carreira
Inami joga no LPGA of Japan Tour, onde tem dez vitórias. Nos Jogos Olímpicos de Verão de 2020, conquistou a medalha de prata na disputa feminina, após derrotar Lydia Ko em um play-off de morte súbita.